# Гетто в Ленине
Гетто в Ле́нине (конец июля 1941 — 14 августа 1942) — еврейское гетто, место принудительного переселения евреев деревни Ленин Житковичского района Гомельской области в процессе преследования и уничтожения евреев во время оккупации территории Белоруссии войсками нацистской Германии в период Второй мировой войны.

## Оккупация Ленина и создание гетто
В 1939 году в местечке Ленин насчитывалось 1070 евреев — 52,5 % от общего числа жителей. Раввином местечка был Мойше Мильштейн (?-1942). В 1940 году за счёт евреев — беженцев из Польши, Бреста, Пинска и близлежащих деревень еврейское население Ленина выросло до почти 2000 человек.
Большинство евреев не успело эвакуироваться, многие просто не верили рассказам о немецкой политике геноцида в отношении евреев, а многих из тех, кто всё-таки пытался бежать на восток, советские пограничники как «западников» не пропустили, и они были вынуждены вернуться обратно.
Ленин был занят частями вермахта 16 (18) июля 1941 года, и деревня находилась под немецкой оккупацией 3 года — до 6 июля 1944 года.
Десятки белорусов и поляков из Ленина и близлежащих деревень оказались коллаборационистами и добровольно записались в полицию. Бургомистром местечка немцы поставили фольксдойче Макса, который до 1917 года был землемером у местного помещика Огаркова. Заместителем Макс назначил своего зятя Ольшевского. Начальником полиции стал Борис по прозвищу Гергелиэс. Полицаи носили чёрную форму, на их белых нарукавных повязках была нарисована буква «Р», означавшая «polizia». Полицейский участок был организован на улице Советской.
Вскоре после оккупации нацисты расстреляли в Ленине на еврейском кладбище 7 еврейских парней — среди них были Арон Плит, Шимон Галенсон, Айзик Городецкий и Израиль Гельфанд. Один из них пытался сбежать, когда их вели по мосту через реку, — прыгнул в воду, но был застрелен. Местный житель Хилькевич донёс немцам, что Хая, дочь Эти Городецкой, купила воз дров, что евреям было запрещено. Хаю схватили, вместе с тремя детьми (двое 3-летних близнецов и старший сын 15 лет) отвели за сарай и застрелили. Двух других евреек — мать и дочь — расстреляли прямо на улице напротив дома печника Пейсаха.
Реализуя нацистскую программу уничтожения евреев, немцы создавали гетто почти во всех городах и населённых пунктах Беларуси, где проживало еврейское население. Так и в Ленине оккупанты организовали гетто, согнав туда ещё оставшихся в живых евреев. Назначенный оккупантами староста (с пол. — «солтас») Кузьма приказал евреям собраться у дома Зарецких, после чего немецкий комендант взобрался на стул и объявил, что «по приказу Гитлера все евреи будут жить и работать на великую Германию по правилам гетто». Также в гетто в Ленине оказались и евреи из близлежащих деревень, в том числе, из Старых Милевичей.

## Условия в гетто
Территория гетто была огорожена двумя рядами колючей проволоки.
К евреям были применены жёсткие дискриминационные меры с целью изоляции от местного нееврейского населения. Под страхом смерти за невыполнение приказа евреев обязали постоянно носить жёлтые нашивки, не выходить из домов после комендантского часа и с наступлением темноты, безвозмездно и беспрекословно выполнять все принудительные работы. Также евреям было запрещено пользоваться освещением и ходить по тротуарам. Уже издалека евреи были обязаны снимать головной убор перед немцами и «бобиками» (так в народе презрительно называли полицаев). За неисполнение любого из этих ограничений для евреев существовало только одно наказание — расстрел.
В октябре 1941 года у евреев отобрали всю живность, включая даже домашнюю птицу, оставив узников гетто без средств пропитания.
Чтобы контролировать исполнение своих приказов в отношении евреев, нацисты создали в гетто юденрат (еврейский совет). Возглавить юденрат вынудили Арона Мильнера. Через юденрат немцы передавали свои приказы и члены юденрата несли первую ответственность за их невыполнение. Эти приказы включали: требования о выплате «контрибуций» (золото, меха и меховые изделия, включая воротники и манжеты на зимней одежде), отбор людей для отправки на принудительные работы, наложение взысканий, учёт узников, наведение и поддержание порядка в гетто и многие другие.
В марте 1942 года трудоспособных мужчин из гетто перевели в концлагерь в Ганцевичах.

## Уничтожение гетто
К августу 1942 года в ленинском гетто находилось 1850 евреев, согнанных со всего района — в большинстве старики, женщины и дети. 12 августа в Ленин прибыла зондеркоманда, также были собраны полицейские из близлежащих деревень. 14 августа 1942 года во время «акции» (таким эвфемизмом гитлеровцы называли организованные ими массовые убийства) гетто в Ленине было ликвидировано, почти все узники убиты. Немцы и белорусские полицаи рано утором вывели из гетто обречённых людей, построили в колонну, отвели на холм, расположенный в направлении к деревне Полустевичи, и расстреляли. Расстрельные ямы были вырыты заранее, убийцы приказывали евреям группами подходить к краю ямы и раздеться. Стрельба была слышна до самого вечера, а затем нацисты и их пособники спустились в яму и достреливали раненых.
Сохранилась фотография убийства, сделанная немцем — одним из участников расстрела. Плёнку он сдал проявлять в фотоателье. Часть специалистов из узников гетто нацисты использовали в личных целях — в соответствии с их специальностью, среди них оказалась и Фаина Лазебник (Фогельман). Будучи работницей фотоателье, она сумела спрятать и сохранить негатив, после войны он оказался с ней в Канаде, потом был передан в Израиль, а оттуда — в дар музею деревни Ленин. На переднем плане в убитом мужчине местные жители опознали Цукровича — лучшего в округе мастера по пошиву женских головных уборов.
В этот же день об убийстве ленинских евреев узнали в лагере в Ганцевичах, и находившиеся там ещё живые евреи из Ленина решились на побег. С ними бежали узники и из других населённых пунктов — всего, по разным данным, от 300 до 450 человек. Многие из бежавших были убиты, оставшиеся в живых влились в ряды партизан.

## Случаи спасения
После уничтожения гетто в августе 1942 года 28 евреев ещё оставалось в живых. В середине сентября 1942 года их спасли во время партизанской операции, организованной под давлением евреев-партизан.
Наталья Иванова и её дочь Наталья Иванова (Максимюк) за спасение в Ленине Раисы Дудкиной (Рахель Клигер) были удостоены почётного звания «Праведник народов мира» от израильского мемориального института «Яд Вашем» «в знак глубочайшей признательности за помощь, оказанную еврейскому народу в годы Второй мировой войны».

## Память
В 1957 году израильские евреи — уроженцы Ленина, спасшиеся в годы Катастрофы, издали мемориальную книгу памяти общины.
В городе Холон в Израиле действует землячество «Ленин» под руководством Сары Фогельман и Цви Иссерса.
В 1973 году на могиле более 1800 расстрелянных узников Ленинского гетто была установлена стела, заменённая в 1989 году на памятник-скульптуру «Скорбящая мать». В 1981 году на могиле расстрелянных 6 ноября 1941 года 5 членов семей военнослужащих тоже была установлена стела. В 1987 году памятник был поставлен на могиле евреев-комсомольцев без упоминания национальности убитых: «Героям-комсомольцам, погибшим в годы Великой Отечественной в местечке Ленин». Национальность жертв не удалось указать ни на одном памятнике. Все попытки сделать дополнительную надпись на идише или добавить изображение шестиконечной звезды или меноры в советское время пресекались как «происки сионизма».
После войны каждый год на годовщину массового убийства 14 августа 1942 года уцелевшие евреи из Ленина и их родные из разных городов СССР собирались в Ленине, чтобы прочесть еврейскую поминальную молитву «азкара». В ноябре 1982 года неизвестные преступники в поисках мифического «еврейского золота» раскопали массовое захоронение ленинских евреев в бывшем поместье Огарковой к северо-западу от посёлка, вывернув и разбросав на поверхности людские кости и черепа. Следствие по этому делу не велось, а место вандализма заровняли бульдозером. Михаил Менкин, чья мать была в группе из 28 евреев, спасшихся после уничтожения гетто, предложил накрыть могилу бетонными плитами и сверху поставить памятник — чтобы больше никто не смог потревожить прах убитых. Отец Михаила Янкель Менкин, учитель Владимир Боярин и бывший партизан Циклик, бежавший из Ганцевичей вместе с другими евреями Ленина, в сентябре 1983 года смогли это сделать — тайком и без помощи властей.
Опубликованы неполные списки жертв геноцида евреев в Ленине.
На пожертвования, собранные в Израиле и других странах, в 1992 году в Ленине были установлены три обелиска на еврейском кладбище и памятные знаки на местах двух синагог и еврейской школы.